# Verwandte Wörter
Verwandte Wörter oder Verwandte, in der Sprachwissenschaft manchmal auch als Kognaten (englisch cognate, von lateinisch cognatus ‚mitgeboren, verwandt‘; Singular: der Kognat, häufig auch die Kognate) bezeichnet, sind zwei oder mehr Wörter, die sich aus demselben Ursprungswort (Etymon) entwickelt haben. Wortpaare oder größere Wortgruppen, die Verwandte bilden, werden als verwandt, urverwandt oder kognat bezeichnet.
Die Kenntnis der Lautgesetze gestattet eine Identifizierung von Verwandten. Es zeigt sich, dass Sprachwandel mit systematischem Lautwandel einhergeht. Der Lautwandel-Prozess erfasst sämtliche Wörter einer Sprache. Sind systematische Lautkorrespondenzen zwischen gleichbedeutenden Wörtern in den verschiedenen Sprachen erkennbar, liegt eine hohe Evidenz dafür vor, dass diese Wörter Verwandte sind und sich vom selben Wort der gemeinsamen Ursprache der verglichenen Sprachgruppe herleiten.
Dabei spielt es keine Rolle, ob die Wörter derselben Sprache angehören. Die Bedeutung kann gleich geblieben sein oder sich auseinanderentwickelt haben. So sind etwa französisch fils und italienisch figlio Verwandte, da sie beide auf lateinisch filius ‚Sohn‘ zurückgehen. Ebenso sind deutsch Zahl, englisch tale ‚Geschichte, Erzählung‘ und niederländisch taal ‚Sprache‘ verwandt, obwohl ihre Bedeutung nicht dieselbe ist. Im strengen Sinne können nur Erbwörter Verwandte sein, Lehnwörter und parallele Neubildungen hingegen nicht. Haben sich in einer Sprache aus einem Ursprungswort verschiedene Verwandte entwickelt, wie etwa Keller und Zelle aus lateinisch cella, werden sie als etymologische Dubletten bezeichnet.
Die Untersuchung von Verwandten in Form von Wortgleichungen ist eine wichtige Methode der historisch-vergleichenden Sprachwissenschaft.
In der Genealogie verwendet man den Begriff der kognatischen Abstammung.